# Rodney Buford
Rodney Alan Buford (ur. 2 listopada 1977 roku w Milwaukee, Wisconsin, USA) – amerykański koszykarz.

## Historia
Jego kariera rozpoczęła się latem 1999 roku, kiedy w drugiej rundzie draftu z numerem 53 powędrował na Florydę. Uczeń Uniwersytetu Creighton trafił do Miami Heat. Niestety, z powodu limitu pierwszoroczniaków w Heat nie zagrzał miejsca i wyjechał do Europy, do słonecznych Włoch, a konkretnie do Rimini. Jednak już w grudniu wrócił do zza ocean, bo jego umiejętności zaimponowały 76-szóstkom z Filadelfii, gdzie trenerem był Larry Brown, a gwiazdami Allen Iverson i Dikembe Mutombo. Wraz z nimi Buford zdobył wicemistrzostwo ligi, w finale przegrywając z Los Angeles Lakers 1:4 - zagrał w trzech meczach.
W sumie w NBA Buford zdobywał średnio nieco ponad 6 punktów, zaliczając także Memphis Grizzlies, Sacramento Kings i New Jersey Nets.
Powrót do Europy był nieunikniony. Tym razem wybór padł na grecki Panathinaikos Ateny, ale sezon 2002/03 nie był dla Koniczynek udany. Mistrz Euroligi z sezonu 2001/02 tym razem odpadł już w TOP16. Kolejna próba zwojowania Europy przyszła w Izraelu, kiedy Szeryf podpisał kontrakt z Maccabi Tel Awiw. Szybko jednak z niego zrezygnowano, bo już w grudniu nie wytrzymano z powodu problemów dyscyplinarnych i słabej formy. Jak się kilka miesięcy później okazało, Buforda w listopadzie po spotkaniu z Ciboną Zagrzeb zaproszono na testy antydopingowe, które wykazały, że koszykarz miał krwi THC. Szybko dostał karę, która wykluczyła go z gry i mimo podpisanego kontraktu w ukraińskim Mariupolu, to rozegrał tam tylko jeden mecz.

## Sukcesy
Klubowe
- Panathinaikos BC
  - Mistrzostwo Grecji w 2003
  - Puchar Grecji 2003
- Azovmash Mariupol
  - Mistrzostwo Ukrainy w 2006
  - Puchar Ukrainy 2006